# 佩卡爾希納
50°30′59″N 28°35′18″E / 50.51639°N 28.58833°E
佩卡爾希納（烏克蘭語：Пекарщина）是烏克蘭北部的村莊，隸屬日托米爾州的日托米爾區。該村始建於1642年，面積24.43平方公里，海拔高度212米，2001年人口349，人口密度每平方公里14.28人。